# Transporte de tração humana
O Transporte de tração humana é o transporte de pessoa(s) e/ou bens utilizando a força do músculo humano. Assim como o transporte de tração animal, o transporte de tração humana existe desde tempos imemoriais na forma de caminhada, corrida e nado. Novas tecnologias têm permitido que máquinas aumentem a tração humana.
Apesar de a motorização ter melhorado a velocidade e capacidade de carga, muitas formas de transporte de tração humana continuam populares por razões de baixo custo, lazer, exercício físico e ambientalismo. O transporte de tração humana é algumas vezes o único tipo disponível (especialmente em regiões subdesenvolvidas ou inacessíveis), e é considerada uma das formas ideais de transporte sustentável.
Resumo: é a movimentação humana (exercício)

## Modos

### Não-veicular
- Rastejamento
- Cambalhota
- Pulo
- Giro
- Deslizamento
- Caminhada (240 watts)
- Corrida (1000 watts)
- Corrida de curta distância a 25 km/h (1700 watts)[1]
- Natação e mergulho
- Alpinismo, montanhismo ou rapel
- Escalada

### Veículos de tração humana (VTH)
- Canoagem e Caiaquismo
- Velocípede, termo que inclui bicicleta, monociclo, triciclo, quadriciclo, velomóvel ou veículo similar com rodas, incluindo variações coletivas como bicicleta tandem e side-car
- Draisiana
- Esqui cross-country
- Handcycles
- Kicksled
- Patinação no gelo
- Patinação sobre rodas
- Patinete
- Skateboarding
- Aeronaves de Propulsão Humana (ciclo-aviões)

### Veículos para transporte de terceiros
- Bicicleta
- Ciclo-riquixá
- Galé
- Gôndola
- Liteira
- Maca
- Riquixá

Alguns dos veículos também transportam carga e/ou passageiros.